# Ann Van de Velde
Ann Van de Velde (1952) è una fumettista belga.
Ex collaboratrice dello Studio Vandersteen, dove è stata una delle inchiostratrici di "Bessy" (1971-1985) e "Robert en Bertrand" (1985-1993), in precedenza, ha realizzato la serie di fumetti cavallereschi "Ridder Geert" (1968-1969).

## Biografia
Da bambina si divertiva  a disegnare le sue storie a fumetti con questi personaggi delle serie di Willy Vandersteen, in particolare "Suske en Wiske" e "Bessy". Ancora adolescente ebbe l'opportunità di disegnare le avventure dello spadaccino medievale "Ridder Geert" per l'editore Sinfra (abbreviazione di Sint-Franciscus) di Mechelen. Basandosi su personaggi e storie creati da Gregor Boude, adottò lo pseudonimo di Carrie Anne e completò due fumetti: "Ridder Geert grijpt in" (1968) e "Geert Vogelvrij" (1969). Stilisticamente, le storie ricordano molto la serie di Willy Vandersteen "De Rode Ridder" ("Il cavaliere rosso").
Tramite il suo fornaio entrò in contatto con Jacky Pals, uno degli artisti dello Studio Vandersteen ad Anversa dove venne assunta nel febbraio del 1971; qui le fu assegnato la serie "Bessy" per l'editore tedesco Bastei Verlag sotto la supervisione di Jeff Broeckx . Il suo compito principale era quello di migliorare e inchiostrare le illustrazioni a matita di Jacky Pals, un artista tecnicamente meno esperto. In alternanza con Patrick Van Lierde, inchiostrava anche le storie di "Bessy" di Broeckx, che erano in genere quelle selezionate per la serie di libri in lingua olandese. Occasionalmente, inchiostrava anche una storia per la serie "Safari" di Vandersteen.
Rimase con lo studio dopo l'acquisizione della metà degli anni '80 da parte dell'editore Standaard Uitgeverij. Con la fine della produzione di Bastei nel 1985 divenne l'inchiostratore regolare della serie "Robert en Bertrand", disegnata da Ron van Riet. Insieme allo sceneggiatore Marck Meul, Van Riet e Van de Velde furono responsabili di tutti gli album successivi di "Robert en Bertrand", iniziando con "Jacht Op nr 17" (1985) e finendo con l'ultimo, "Zilvertand" (1993).
La cancellazione di "Robert en Bertrand" significò anche il suo licenziamento dalla Standaard Uitgeverij. Lavorò successivamente per la casa editrice educativa De Sikkel, fino alla fusione di questa con la casa editrice De Boeck nel 2000. Dopo un breve periodo come postina, lavorò per diversi anni come istruttrice di guida. Vive nella città di Bouillon, nella provincia belga del Lussemburgo, vicino al confine francese.